# Vadodara

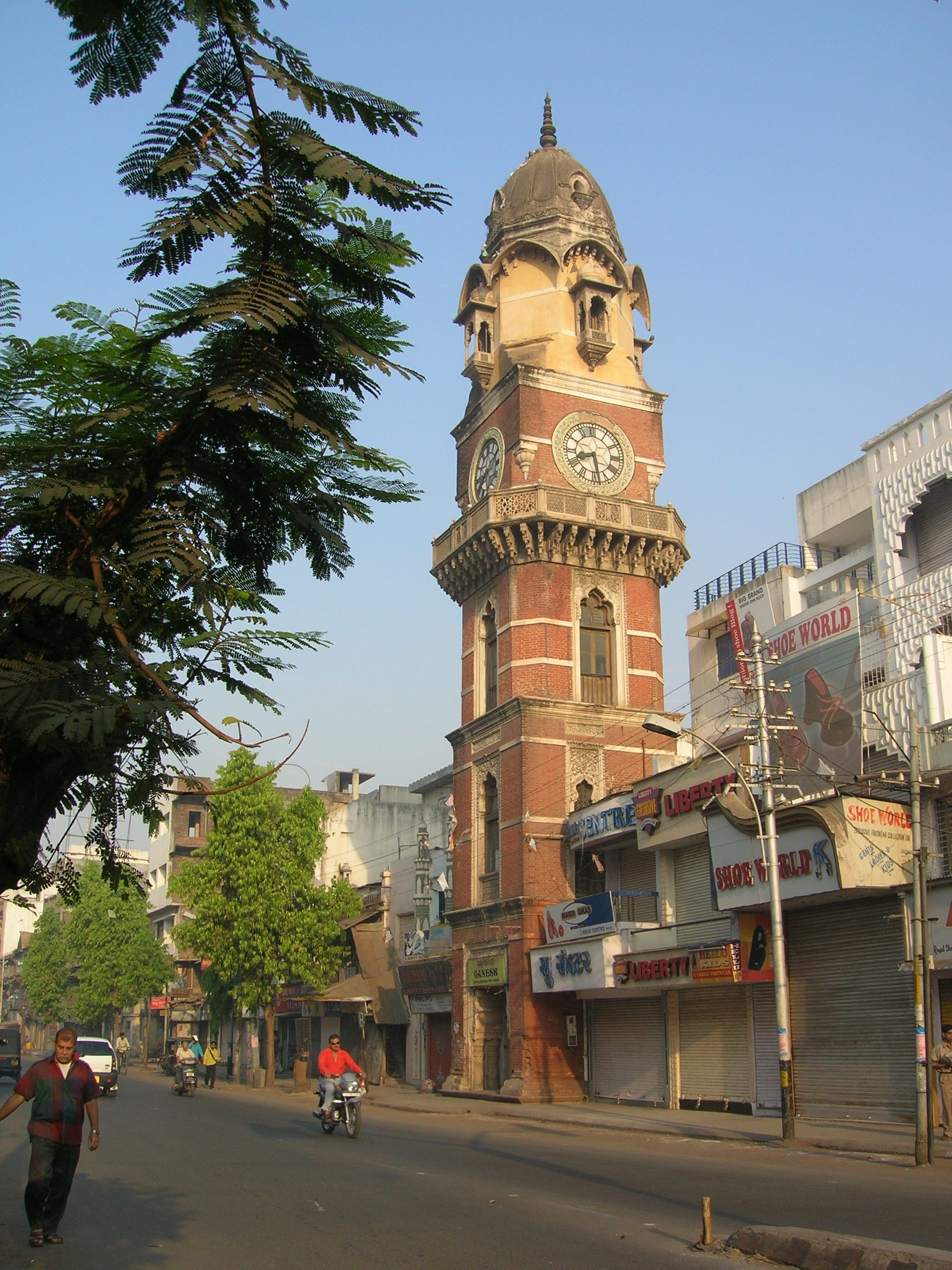

Vadodara (gudźarati: વડોદરા, do 1974 Baroda) – miasto w zachodnich Indiach w stanie Gudźarat, w międzyrzeczu Mahi i Narbady.
Liczba mieszkańców w 2003 roku wynosiła ok. 1,6 mln.
W mieście rozwinął się przemysł bawełniany, wełniany, chemiczny, metalowy, ceramiczny oraz spożywczy.
W pobliżu miasta rozwinięta eksploatacja rud manganu.